# Коммунистический район (Акмолинский округ)
Коммунистический район — единица административного деления Акмолинского округа Казакской АССР, существовавшая в 1928—1930 годах. Центр - село Николаевское.
Коммунистический район был образован в 1928 году в составе Акмолинского округа на базе Коммунистической и части Калининской волостей Акмолинского уезда Акмолинской губернии. В 1930 году район был упразднён, а его территория отошла к Акмолинскому району.